# Kralježnična moždina
Kralježnična moždina (lat. medulla spinalis) kaudalni je dio središnjeg živčanog sustava, smješten u vertebralnom kanalu, skupa s korijenima moždinskih (spinalnih) živaca, spinalnim ovojnicama, i neurovaskularnim strukturama koje ih opskrbljuju.
Duga je oko 40 – 50 cm, proteže se od prvog vratnog kralješka do drugog slabinskog kralješka. Izvana je građena od bijele tvari, a iznutra je siva tvar u obliku slova H, pa se razlikuju stražnje i prednji rogovi.
Stražnje rogove izgrađuju tijela osjetnih neurona u koji stižu osjeti s kože, a prednje rogove izgrađuju tijela motornih neurona iz kojih idu električni impulsi za skeletnu muskulaturu. Između su tijela neurona autonomnog živčanog sustava.
Funkcije leđne moždine je da prenosi podražaj iz periferije u središnji živčani sustav i obratno, te sudjeluje u refleksnim radnjama.
Refleks je neobično brza, nesvjesna, svrsishodna reakcija na primljeni podržaj bez sudjelovanja kore velikog mozga, bez svijesti, a usmjerena je na zaštitu organizma.
To je najjednostavniji način djelovanja živčanog sustava. Fiziološka podloga za nastanak refleksa je refleksni luk. Svaki refleksni luk ima pet osnovnih dijelova: receptor (tvorbe koje zamjećuju neku promjenu u svojoj okolici), osjetna živčana vlakna, leđna moždina, motorička živčana vlakna, efektor (izvršni organ, skeletna muskulatura, glatka muskulatura unutarnjih organa i krvnih žila).
Opisani refleksni luk je monosinaptički jer u njemu sudjeluje samo jedna sinapsa. U većini refleksa sudjeluje mnogo veći broj neurona.
Središnji živčani sustav čine leđna moždina i mozak, a periferni živčani sustav čine živci. Živci primaju podražaje, informacije iz okoline i šalju ih u živčano središte gdje se te informacije obrade i oblikuje se odgovor. Sve je to pod kontrolom naše svijesti, za razliku od autonomnog živčanog sustava koji radi bez utjecaja naše volje. Autonomni živčani sustav dijeli se na simpatički i parasimpatički dio. Njihovo je djelovanje u većini organa suprotno. Naime, dok jedan ubrzava, drugi usporava rad organa. Živčana vlakna autonomnog živčanog sustava izlaze iz leđne moždine te odlaze do organa.

## Kralježnična moždina
U središnjem kanalu kralježnice smještena je leđna moždina, duga 40 – 50 cm. Proteže se sve do drugog slabinskog kralješka, a odatle se nastavlja kao snop živaca nalik konjskom repu. Debela je 1,5 – 2 cm, a na krajevima je nešto deblja. Na poprečnom prerezu vidi se da nije pravilnog okruglog oblika, već eliptičnog, jer je u leđno-trbušnom smjeru malo spljoštena. Također se vide dvije veće udubine s trbušne i leđne strane i u sredini otvor, tj. kanalić koji je ustvari nastavak moždanih šupljina. Oko kanalića nalazi se siva tvar (na prerezu se vidi da ima oblik leptira ili slova H), a nju obavija bijela tvar. Na mikroskopskom preparatu možeš uočiti razliku između sive i bijele tvari. Siva tvar građena je od tijela živčanih stanica, a bijela tvar građena je od živčanih vlakana koja imaju ovojnicu. Tijela živčanih stanica (siva tvar) čine živčana središta, a bijela tvar su živčani putevi koji odlaze u pojedine dijelove mozga. Iz leđne moždine, a između kralješnjaka, postranice izlaze 31 par leđnomoždinskih živaca. Leđna moždina obavijena je trima ovojnicama između kojih se nalazi moždana tekućina.

## Refleks
Refleks je najbrži odgovor našeg tijela na podražaj. To je pokret kojeg nismo svjesni. Svijest o tome da se nešto dogodilo javlja se tek nakon završenog pokreta. Primjerice kod dodirivanja vruće ploče štednjaka ili vrućeg lonca prva je reakcija u pravilu odmicanje dijela tijela koje je najbliže vrućem izvoru od izvora podražaja. Ista se reakcija događa prilikom gaženja trna bosom nogom. Ulaskom trna u kožu dolazi do promjene u osjetnom tjelešcu, tj. nastaje impuls. Impuls velikom brzinom putuje osjetilnim vlaknom u kralježničnu moždinu gdje se iz stražnjeg roga sive tvari prebacuje u prednji rog sive tvari, a odatle se pokretačkim živčanim vlaknom vraća do mišića. Mišić stezanjem obavlja pokret. Put kojim ide impuls zovemo refleksni luk. Refleks je automatski pokret koji vrlo kratko traje tako da svijest o tome što se dogodilo dolazi nešto kasnije do središta u mozgu. 
Postoje i tzv. prirođeni refleksi koji su stalni, svakodnevni i njih uopće nismo svjesni. To su npr. treptaj, disanje, kašljanje, kihanje, gutanje, širenje i sužavanje zjenica. Osnovna je uloga refleksa zaštita organizma od štetnih utjecaja okoline, ali i usklađivanje rada pojedinih organa. Druga je funkcija leđne moždine povezivanje mozga s perifernim dijelovima tijela. Bijela tvar, građena od živčanih vlakana, prenosi impulse u mozak i iz mozga na pokretačke živce. Ozlijedi li se kralješnica, a samim time i kralježnične moždina, dolazi do uzetosti ili paralize određenog dijela tijela. Ako je došlo do ozljede vratnog dijela kralježnične moždine, doći će do oduzetosti ruke ili noge, ili će doći do oduzetosti dijela tijela od struka pa naniže ako je oštećena kralježnična moždina u nižem dijelu tijela.

## Mozak
Šupljinu lubanje ispunjava mozak koji je građen od produžene moždine, malog mozga i velikog mozga. Između kosti lubanje i mozga nalaze se tri ovojnice i moždana tekućina koji mozak štite od ozljeda. Produžena moždina prošireni je dio leđne moždine. Leđna moždina ulaskom u lubanju kao da se otvara. Središnji kanal leđne moždine postaje dio prostora između malog mozga i primozga. Siva tvar primozga nalazi se na dnu moždane komore, a središta u njoj upravljaju refleksima važnima za život (disanje, gutanje, kašljanje, rad srca). Bijela tvar jesu živčani putevi koji povezuju mozak s perifernim dijelovima tijela. Živčana vlakna s lijeve strane leđne moždine prelaze u desnu stranu mozga i obrnuto. Tako se na krajnjem dijelu produžene moždine križaju živčani putevi stvarajući zadebljanje nazvano moždani most. Produžena moždina i moždani most zajedno čine moždano deblo. Sa starne moždanog debla izlazi dvanaest pari živaca koji odlaze u različite organe, većinom smještene u glavi, vratu, ali i u prsnom košu (živci lica, jezika, oka, uha...).

## Mali mozak
U zatiljnom dijelu lubanje ispod velikog mozga, a iza primozga nalazi se mali mozak. Na površini je siva tvar, kora, koja je naborana u sitne nabore odijeljene dubokim brazdama. Kora prati te brazde u dubinu tako da se na prerezu bijela tvar u unutrašnjosti čini razgranjena poput grančica drveta. U mali mozak dolaze obavijesti iz periferije tijela, u prvom redu od osjetila za opip u koži, od mišića s očiju i iz unutarnjeg uha (polukružni kanali). Prema informacijama koje dolaze u mali mozak usklađuje se rad mišića koji ovise o našoj volji te se na taj način održava ravnoteža tijela prilikom stajanja ili hodanja.

## Veliki mozak
Površina velikog mozga nije glatka, već se na njoj nalaze brazde (udubine), a između njih su izbočene vijuge. Na prerezu velikog mozga vidi se da je površinski sloj u debljini 2 – 5 mm siv kao i kora malog mozga. Unutrašnjost je građena od bijele tvari, tj. od živčanih vlakana stanica koje izgrađuju koru. Kora velikog mozga slijedi svaku pojedinu brazdu i u dubini prolazi ispod njezina dna, tako da je brazdanjem površina kore znatno povećana. Najdublja brazda dijeli mozak na dvije polutke, lijevu i desnu. Svako polutku možemo podijeliti na nekoliko funkcionalnih zona ili režnjeva (čeona, tjemena, zatiljna, sljepoočna). Općenito možemo reći da se u čeonom režnju nalaze centri za svijesne pokrete, a u tijemenom, zatiljnom i sljepoočnom centri za osjete (vid, sluh...). Živčana središta u kori velikog mozga lijeve polutke upravljaju radom desne strane tijela i obrnuto (već prije spomenuti moždani most). Svako pojedino središte u čeonom režnju upravlja radom jedne skupine mišića, koja izvodi neku određenu kretnju. Ako je kretnja složena kao što je pisanje, onda se uključuju i druga središta u kori velkog mozga. Slično je i kod govora. Središte za govor upravlja radom mišića jezika i lica, ali mora i uskladiti rad međurebarnih mišića, trbušnih mišića i dijafragme (ošit). Više živčanih djelatnosti kojima se bavi veliki mozak: mišljenje, pamćenje, učenje, logičko zaključivanje. Pamćenje je jedno od najsloženijih zadaća velikog mozga. Veliki mozak analizira i podražaje koji dolaze iz osjetila te oblikuje odgovor. Središte za vid nalazi se u zatiljnom dijelu kore, a središte za sluh i njuh u sljepoočnom dijelu velikog mozga. Stanice velikog mozga raspoređene u više slojeva pokazuju veliku električnu aktivnost koja se može mjeriti aparatom troencefalografom (grčki enkefalos = mozak). Elektroencefalogram pokazuje električnu aktivnost mozga valovitim crtama koje nisu pravilne i nisu uvijek iste jačine. Međutim, takve krivulje liječnicima olakšavaju odrađivanje stupnja i vrstu oboljenja (tumor, padavica, upala, ozljeda i slično).

## Zaštita i bolesti živčanog sustava
Živčani sustav u cjelini, a osobito veliki mozak, tijekom dana intenzivno radi. Mozak je veliki potrošač kisika i šećera, ali i proizvođač. Tijekom svog rada u mozgu se stvaraju štetne tvari kojih se mozak mora riješiti. Što je više tih tvari, javlja se veći umor, a nešto kasnije i pospanost. Mozak se mora odmoriti. Živčane se stanice tijekom oslobađaju nakupljenih štetnih tvari. Djeci i mladim ljudima potrebno je 8 – 10 sati sna. Računa se da trećinu svoga života provedemo u spavanju.

## Živčane bolesti

### Epilepsija
Epilepsija ili padavica bolest je izazvana ozljedom moždanog tkiva. Bolesnik u nepredviđenim trenutcima dobiva napadaj. Uz jake grčeve pada u nesvijest, temperatura u mozgu mu se povisi, na usta često izbije pjena. Oštećenja u mozgu izazivaju jaka i nepravilna električna pražnjenja. Svaki napadaj može biti opasan za bolesnika pa zato moramo paziti na njega do dolaska Hitne pomoći. Osobito moramo paziti da si zbog jakih grčeva ne pregrize jezik i iskrvari. Nakon napadaja bolesnik je iscrpljen. Gotovo su sve zalihe energije potrošene. Zarazne živčane bolesti mogu biti uzrokovane virusima ili bakterijama. U našim krajevima poznata je bjesnoća, virusna upala mozga. Uzročnik je veliki virus (300 nm) koji se prenosi zaraženim lisicama i domaćim životinjama. Ako dođe do pojave bolesti, mali su izgledi za ozdravljenje jer je bolest smrtonosna. Zbog toga, nakon bilo kakvog ugriza ili ograbotine psa lutalice ili mačke treba odmah otići liječniku kako bi se spriječilo eventualno širenje virusa u tijelu.

### Dječja paraliza
Dječja paraliza ili poliomijelitis danas je rijetka bolest. Djeca se u ranoj mladosti cijepe protiv te bolesti. Virus napada pokretačke živce i živčana vlakna te je rezultat uzetost trupa i udova.

### Virusni meningitis
Virusni meningitis upala je moždanih ovojnica i razlikuje se od gnojnog meningitisa (meningea, 'ovojnica') koji je mnogo teži oblik. Virus prenosi krpelj. Dovoljno je, nakon boravka u prirodi, pregledati tijelo, osobito ona mijesta gdje je koža tanka i mekanija (prepone, pazuhe). Ako nađete krpelja, bez obzira na narodne recepte, treba se posavjetovati s liječnikom. Gnojni je meningitis gnojna upala moždanih ovojnica, česta kod mladih ljudi i djece. Uzročnici su bakterije kojih ima u ždrijelu zdravog čovjeka. Ako se bolest na vrijeme primijeti, liječi se antibioticima. U protivnom dolazi do smrti ili teških posljedica.

### Poremećaji u radu živčanog sustava
Poremećaji u radu živčanog sustava mogu biti izazvani vanjskim ili unutrašnjim uzrocima. Unutrašnji uzroci često su nepoznati, a vanjski su najčešće razne tvari koje izazivaju ovisnost. Ponekad ljudi gube vlast nad sobom zbog banalnih razloga, dok drugi uspijevaju održati duševnu ravnotežu u teškim stresnim situacijama. U prvom se slučaju govori o neurotičkim bolestima. Takve osobe često dolaze u sukob s okolinom, neshvaćeni su i nezadovoljni samim sobom. Kada osoba izgubi vezu sa stvarnošću te dolazi do promjena u ponašanju tako da nekada ugrožava vlastiti život, govorimo o dušenim bolestima. Neke se duševne bolesti uspješno liječe, a neke nažalost ne. Takvi bolesnici ostaju trajni invalidi ili rano umiru. Emotivni problemi mladih ljudi često su problemi odrastanja. Zbog nedostataka shvaćanja okoline, samouvjerenosti ili straha od budućnosti, mlad čovjek povlači se u sebe. Stvori "zid" između sebe i okoline, postane malodušan. Malodušnost može kratko potrajati te je nakon kraćeg vremena opet sve uredu. Obitelj u to vrijeme mora imati mnogo razumijevanja, pokazati bezgraničnu ljubav i davati podršku mladom čovjeku kako bi što lakše prevladao teškoće s kojima se susreće. Za razliku od malodušnosti, depresija je bolest koja se javlja u dva oblika. Može biti posljedica nekih velikih stresova (gubitak voljene osobe) ili nekih unutrašnjih uzroka (neke virusne infekcije,npr.). U životu čovjeka postoje razdoblja posebne osjetljivosti na depresiju. Tako npr. u adolescentskoj dobi mlad čovjek pada u depresiju, a da toga nije ni svjestan. U toj dobi ponekad se javlja bolest anoreksija. To je odbijanje hrane koje dovodi do gubitka tijelesne težine, hormonalnih poremećaja, oštećena živčanog sustava, pa čak i smrti. Bolest se javlja prvenstveno kod djevojčica u vrijeme puberteta.